# Lista de episódios de Married... with Children
Lista de episódios Married with Children

## 1 ª Temporada: 1987
|     | Number | Title                             |
| --- | ------ | --------------------------------- |
| 1.  | 1.01   | The Pilot                         |
| 2.  | 1.02   | Thinnergy                         |
| 3.  | 1.03   | But I Didn't Shoot the Deputy     |
| 4.  | 1.04   | Whose Room is it Anyway?          |
| 5.  | 1.05   | Have You Driven a Ford Lately     |
| 6.  | 1.06   | Sixteen Years and What Do You Get |
| 7.  | 1.07   | Married... without Children       |
| 8.  | 1.08   | The Poker Game                    |
| 9.  | 1.09   | Peggy Sue Got Work                |
| 10. | 1.10   | Al Loses His Cherry               |
| 11. | 1.11   | Nightmare on Al's Street          |
| 12. | 1.12   | Where's the Boss                  |
| 13. | 1.13   | Johnny Be Gone                    |

## 2 ª Temporada: 1987-1988
|     | Number | Title                               |
| --- | ------ | ----------------------------------- |
| 14. | 2.01   | Poppy's By the Tree, Part 1         |
| 15. | 2.02   | Poppy's By the Tree, Part 2         |
| 16. | 2.03   | If I Were a Rich Man                |
| 17. | 2.04   | Buck Can Do It                      |
| 18. | 2.05   | Girls Just Want to Have Fun, Part 1 |
| 19. | 2.06   | Girls Just Want to Have Fun, Part 2 |
| 20. | 2.07   | For Whom the Bell Tolls             |
| 21. | 2.08   | Born to Walk                        |
| 22. | 2.09   | Alley of the Dolls                  |
| 23. | 2.10   | The Razor's Edge                    |
| 24. | 2.11   | How do You Spell Revenge?           |
| 25. | 2.12   | Earth Angel                         |
| 26. | 2.13   | You Better Watch Out                |
| 27. | 2.14   | Guys and Dolls                      |
| 28. | 2.15   | Build a Better Mousetrap            |
| 29. | 2.16   | Master the Possibilities            |
| 30. | 2.17   | Peggy Loves Al, Yeah Yeah, Yeah     |
| 31. | 2.18   | The Great Escape                    |
| 32. | 2.19   | Im-Po-Dent                          |
| 33. | 2.20   | Just Married... with Children       |
| 34. | 2.21   | Father Lode                         |
| 35. | 2.22   | All in the Family                   |

## 3 ª Temporada: 1988-1989
|     | Number | Title                              |
| --- | ------ | ---------------------------------- |
| 36. | 3.01   | He Thought He Could                |
| 37. | 3.02   | I'm Going to Sweatland             |
| 38. | 3.03   | Poke High                          |
| 39. | 3.04   | The Camping Show                   |
| 40. | 3.05   | A Dump of My Own                   |
| 41. | 3.06   | Her Cups Runneth Over              |
| 42. | 3.07   | The Bald and the Beautiful         |
| 43. | 3.08   | The Gypsy Cried                    |
| 44. | 3.09   | Requiem for a Dead Barber          |
| 45. | 3.10   | I'll See You in Court              |
| 46. | 3.11   | Eatin' Out                         |
| 47. | 3.12   | My Mom, the Mom                    |
| 48. | 3.13   | Can't Dance, Don't Ask Me          |
| 49. | 3.14   | A Three Job, No Income Family      |
| 50. | 3.15   | The Harder They Fall               |
| 51. | 3.16   | The House That Peg Lost            |
| 52. | 3.17   | Married... with Prom Queen, Part 1 |
| 53. | 3.18   | Married... with Prom Queen, Part 2 |
| 54. | 3.19   | The Dateless Amigo                 |
| 55. | 3.20   | The Computer Show                  |
| 56. | 3.21   | Life's a Beach                     |
| 57. | 3.22   | Here's Lookin' at You, Kid         |

## 4 ª Temporada: 1989-1990
|     | Number | Title                                   |
| --- | ------ | --------------------------------------- |
| 58. | 4.01   | Hot off the Grill                       |
| 59. | 4.02   | Dead Men Don't Do Aerobics              |
| 60. | 4.03   | Buck Saves the Day                      |
| 61. | 4.04   | Tooth or Consequences                   |
| 62. | 4.05   | He Ain't Much, But He's Mine            |
| 63. | 4.06   | Fair Exchange                           |
| 64. | 4.07   | Desperately Seeking Miss October        |
| 65. | 4.08   | 976-SHOE                                |
| 66. | 4.09   | Oh, What a Feeling                      |
| 67. | 4.10   | At the Zoo                              |
| 68. | 4.11   | It's a Bundyful Life, Part 1            |
| 69. | 4.12   | It's a Bundyful Life, Part 2            |
| 70. | 4.13   | Who'll Stop the Rain                    |
| 71. | 4.14   | A Taxing Problem                        |
| 72. | 4.15   | Rock and Roll Girl                      |
| 73. | 4.16   | You Gotta Know When to Fold 'Em, Part 1 |
| 74. | 4.17   | You Gotta Know When to Fold 'Em, Part 2 |
| 75. | 4.18   | What Goes Around Comes Around           |
| 76. | 4.19   | Peggy Turns 300                         |
| 77. | 4.20   | Peggy Made a Little Lamb                |
| 78. | 4.21   | Raingirl                                |
| 79. | 4.22   | The Agony of Defeet                     |
| 80. | 4.23   | Yard Sale                               |

|  | Number | Title             |
|  | ------ | ----------------- |
|  | S.01   | Earth Day Special |

## 5 ª Temporada: 1990-1991
|      | Number | Title                               |
| ---- | ------ | ----------------------------------- |
| 81.  | 5.01   | We'll Follow the Sun                |
| 82.  | 5.02   | Al... with Kelly                    |
| 83.  | 5.03   | Sue Casa, His Casa                  |
| 84.  | 5.04   | The Unnatural                       |
| 85.  | 5.05   | The Dance Show                      |
| 86.  | 5.06   | Kelly Bounces Back                  |
| 87.  | 5.07   | Married... with Aliens              |
| 88.  | 5.08   | Wabbit Season                       |
| 89.  | 5.09   | Do Ya Think I'm Sexy                |
| 90.  | 5.10   | One Down, Two to Go                 |
| 91.  | 5.11   | And Baby Makes Money                |
| 92.  | 5.12   | Married... with Who                 |
| 93.  | 5.13   | The Godfather                       |
| 94.  | 5.14   | Look Who's Barking                  |
| 95.  | 5.15   | A Man's Castle                      |
| 96.  | 5.16   | All Night Security Dude             |
| 97.  | 5.17   | Oldies but Young 'Uns               |
| 98.  | 5.18   | Weenie Tot Lovers & Other Strangers |
| 99.  | 5.19   | Kids! Wadaya Gonna Do?              |
| 100. | 5.20   | Top of the Heap                     |
| 101. | 5.21   | You Better Shop Around, Part 1      |
| 102. | 5.22   | You Better Shop Around, Part 2      |
| 103. | 5.23   | Route 666, Part 1                   |
| 104. | 5.24   | Route 666, Part 2                   |
| 105. | 5.25   | Buck the Stud                       |

## 6 ª Temporada: 1991-1992
|      | Number | Title                                      |
| ---- | ------ | ------------------------------------------ |
| 106. | 6.01   | She's Having My Baby (1)                   |
| 107. | 6.02   | She's Having My Baby (2)                   |
| 108. | 6.03   | If Al Had a Hammer                         |
| 109. | 6.04   | Cheese, Cues and Blood                     |
| 110. | 6.05   | Looking for a Desk in All the Wrong Places |
| 111. | 6.06   | Buck Has a Belly Ache                      |
| 112. | 6.07   | If I Could See Me Now                      |
| 113. | 6.08   | God's Shoes                                |
| 114. | 6.09   | Kelly Does Hollywood (1)                   |
| 115. | 6.10   | Kelly Does Hollywood (2)                   |
| 116. | 6.11   | Al Bundy, Shoe Dick                        |
| 117. | 6.12   | So This is How Sinatra Felt                |
| 118. | 6.13   | I Who Have Nothing                         |
| 119. | 6.14   | The Mystery of Skull Island                |
| 120. | 6.15   | Just Shoe It                               |
| 121. | 6.16   | Rites of Passage                           |
| 122. | 6.17   | The Egg and I                              |
| 123. | 6.18   | My Dinner with Anthrax                     |
| 124. | 6.19   | Psychic Avengers                           |
| 125. | 6.20   | High I.Q.                                  |
| 126. | 6.21   | Teacher Pets                               |
| 127. | 6.22   | The Goodbye Girl                           |
| 128. | 6.23   | The Gas Station Show                       |
| 129. | 6.24   | England Show (1)                           |
| 130. | 6.25   | England Show (2)                           |
| 131. | 6.26   | England Show (3)                           |

|  | Number | Title                     |
|  | ------ | ------------------------- |
|  | S.02   | Backstage with the Bundys |

## 7 ª Temporada: 1992-1993
|      | Number | Title                                  |
| ---- | ------ | -------------------------------------- |
| 132. | 7.01   | Magnificent Seven                      |
| 133. | 7.02   | T-R-A-Something-Something Spells Tramp |
| 134. | 7.03   | Every Bundy Has a Birthday             |
| 135. | 7.04   | Al on the Rocks                        |
| 136. | 7.05   | What I Did for Love                    |
| 137. | 7.06   | Frat Chance                            |
| 138. | 7.07   | The Chicago Wine Party                 |
| 139. | 7.08   | Kelly Doesn't Live Here Anymore        |
| 140. | 7.09   | Rock of Ages                           |
| 141. | 7.10   | Death of a Shoe Salesman               |
| 142. | 7.11   | Old College Try                        |
| 143. | 7.12   | Christmas                              |
| 144. | 7.13   | The Wedding Show                       |
| 145. | 7.14   | It Doesn't Get Any Better Than This    |
| 146. | 7.15   | Heels on Wheels                        |
| 147. | 7.16   | Mr. Empty Pants                        |
| 148. | 7.17   | You Can't Miss                         |
| 149. | 7.18   | Peggy and the Pirates                  |
| 150. | 7.19   | Go for the Old                         |
| 151. | 7.20   | Un-Alful Entry                         |
| 152. | 7.21   | Movie Show                             |
| 153. | 7.22   | 'Til Death Do Us Part                  |
| 154. | 7.23   | Tis Time to Smell the Roses            |
| 155. | 7.24   | Old Insurance Dodge                    |
| 156. | 7.25   | Wedding Repercussions                  |
| 157. | 7.26   | The Proposition                        |

|  | Number | Title             |
|  | ------ | ----------------- |
|  | S.03   | A Day in the Life |

## 8 ª Temporada: 1993-1994
|      | Number | Title                                      |
| ---- | ------ | ------------------------------------------ |
| 158. | 8.01   | A Tisket, a Tasket, Can Peg Make a Basket? |
| 159. | 8.02   | Hood 'n the Boyz                           |
| 160. | 8.03   | Proud to Be Your Bud?                      |
| 161. | 8.04   | Luck of the Bundys                         |
| 162. | 8.05   | Banking on Marcy                           |
| 163. | 8.06   | No Chicken, No Check                       |
| 164. | 8.07   | Take My Wife, Please                       |
| 165. | 8.08   | Scared Single                              |
| 166. | 8.09   | NO MA'AM                                   |
| 167. | 8.10   | Dances with Weezy                          |
| 168. | 8.11   | Change for a Buck                          |
| 169. | 8.12   | A Little off the Top                       |
| 170. | 8.13   | The Worst Noel                             |
| 171. | 8.14   | Sofa So Good                               |
| 172. | 8.15   | Honey, I Blew Up Myself                    |
| 173. | 8.16   | How Green was My Apple                     |
| 174. | 8.17   | Valentine's Day Massacre                   |
| 175. | 8.18   | Get Outta Dodge                            |
| 176. | 8.19   | Field of Screams                           |
| 177. | 8.20   | The D'Arcy Files                           |
| 178. | 8.21   | Nooner or Nothing                          |
| 179. | 8.22   | Ride Scare                                 |
| 180. | 8.23   | The Legend of Ironhead Haynes              |
| 181. | 8.24   | Assault and Batteries                      |
| 182. | 8.25   | Al Goes Deep                               |
| 183. | 8.26   | Kelly Knows Something                      |

## 9 ª Temporada: 1994-1995
|      | Number | Title                                        |
| ---- | ------ | -------------------------------------------- |
| 184. | 9.01   | Shoeway to Heaven                            |
| 185. | 9.02   | Driving Mr. Boondy                           |
| 186. | 9.03   | Kelly Breaks Out                             |
| 187. | 9.04   | Naughty but Niece                            |
| 188. | 9.05   | Business Sucks, Part 1                       |
| 189. | 9.06   | Business Still Sucks, Part 2                 |
| 190. | 9.07   | Dial "B" for Virgin                          |
| 191. | 9.08   | Sleepless in Chicago                         |
| 192. | 9.09   | No Pot to Pease In                           |
| 193. | 9.10   | Dud Bowl                                     |
| 194. | 9.11   | A Man for No Seasons                         |
| 195. | 9.12   | I Want My Psycho Dad, Part 1                 |
| 196. | 9.13   | I Want My Psycho Dad, Part 2                 |
| 197. | 9.14   | The Naked and the Dead, but Mostly the Naked |
| 198. | 9.15   | Kelly Takes a Shot                           |
| 199. | 9.16   | Get the Dodge Outta Hell                     |
| 200. | 9.17   | Best of Bundy                                |
| 201. | 9.18   | 25 Years and What Do You Get?                |
| 202. | 9.19   | Ship Happens, Part 1                         |
| 203. | 9.20   | Ship Happens, Part 2                         |
| 204. | 9.21   | Something Larry This Way Comes               |
| 205. | 9.22   | And Bingo was Her Game-O                     |
| 206. | 9.23   | User Friendly                                |
| 207. | 9.24   | Pump Fiction                                 |
| 208. | 9.25   | Radio Free Trumaine                          |
| 210. | 9.27   | Shoeless Al                                  |
| 211. | 9.28   | The Undergraduate                            |

|  | Number | Title               |
|  | ------ | ------------------- |
|  | S.04   | My Favorite Married |

## 10 ª Temporada: 1995-1996
|      | Number | Title                                             |
| ---- | ------ | ------------------------------------------------- |
| 212. | 10.01  | Guess Who's Coming to Breakfast, Lunch and Dinner |
| 213. | 10.02  | A Shoe Room with a View                           |
| 214. | 10.03  | Requiem for a Dead Briard                         |
| 215. | 10.04  | Reverend Al                                       |
| 216. | 10.05  | How Bleen was My Kelly                            |
| 217. | 10.06  | The Weaker Sex                                    |
| 218. | 11.07  | Flight of the Bumblebee                           |
| 219. | 10.08  | Blonde and Blonder                                |
| 220. | 10.09  | The Two That Got Away                             |
| 221. | 10.10  | Dud Bowl II                                       |
| 222. | 10.11  | Al Bundy's Sports Spectacular                     |
| 223. | 10.12  | Bearly Men                                        |
| 224. | 10.13  | Love Conquers Al                                  |
| 225. | 10.14  | I Can't Believe It's Butter                       |
| 226. | 10.15  | The Hood, The Bud and the Kelly, Part 1           |
| 227. | 10.16  | The Hood, The Bud and the Kelly, Part 2           |
| 228. | 10.17  | Calendar Girl                                     |
| 229. | 10.18  | The Agony and the Extra C                         |
| 230. | 10.19  | Spring Break, Part 1                              |
| 231. | 10.20  | Spring Break, Part 2                              |
| 232. | 10.21  | Turning Japanese                                  |
| 233. | 10.22  | Al Goes to the Dogs                               |
| 234. | 10.23  | Enemies                                           |
| 235. | 10.24  | Bud Hits the Books                                |
| 236. | 10.25  | Kiss of the Coffee Woman                          |
| 237. | 10.26  | Torch Song Duet                                   |
| 238. | 10.27  | The Joke's on Al                                  |

## 11 ª Temporada: 1996-1997
|      | Number | Title                             |
| ---- | ------ | --------------------------------- |
| 239. | 11.01  | Twisted                           |
| 240. | 11.02  | Children of the Corns             |
| 241. | 11.03  | Kelly's Gotta Habit               |
| 242. | 11.04  | Requiem for a Chevyweight, Part 1 |
| 243. | 11.05  | Requiem for a Chevyweight, Part 2 |
| 244. | 11.06  | A Bundy Thanksgiving              |
| 245. | 11.07  | The Juggs Have Left the Building  |
| 246. | 11.08  | God Help Ye Merry Bundymen        |
| 247. | 11.09  | Crimes Against Obesity            |
| 248. | 11.10  | The Stepford Peg                  |
| 249. | 11.11  | Bud on the Side                   |
| 250. | 11.12  | Grime and Punishment              |
| 251. | 11.13  | T*R*A*S*H                         |
| 252. | 11.14  | Breaking up is Easy to Do, Part 1 |
| 253. | 11.15  | Breaking up is Easy to Do, Part 2 |
| 254. | 11.16  | Breaking up is Easy to Do, Part 3 |
| 255. | 11.17  | Live Nude Peg                     |
| 256. | 11.18  | A Babe in Toyland                 |
| 257. | 11.19  | Birthday Boy Toy                  |
| 258. | 11.20  | Damn Bundys                       |
| 259. | 11.21  | Lez Be Friends                    |
| 260. | 11.22  | The Desperate Half-Hour, Part 1   |
| 261. | 11.23  | How to Marry a Moron, Part 2      |
| 262. | 11.24  | Chicago Shoe Exchange             |

## Reunion Special: 2003
|      | Number | Title                                    |
| ---- | ------ | ---------------------------------------- |
| 264. | S.00   | Married... with Children Reunion Special |